# Michel Noir
Pour les articles homonymes, voir Noir.
Michel Noir, né le 19 mai 1944 dans le 2e arrondissement de Lyon (Rhône), est un homme politique français, ancien député du Rhône et maire de Lyon. Condamné dans l'affaire Pierre Botton, il doit abandonner la politique et rejoint le monde des affaires en créant une startup d'informatique.

## Biographie
Michel Noir est le fils de Tony Noir (joaillier) et de Rose Dreyer. 
Il réalise ses études à l'Institut d'études politiques de Paris. 
Entre 1968 et 1972, Michel Noir est chef de produit puis directeur commercial d'une filiale aluminium du groupe Brossette Péchiney. 
Entre 1972 et 1978, il devient consultant indépendant en marketing et relations humaines.

### Vie politique
Entre 1977 et 1995, il est conseiller municipal de Lyon. En 1977, il devient secrétaire de la Communauté urbaine de Lyon. En 1978, il est député RPR de Lyon. En 1979, il devient secrétaire national du RPR. Réélu député en 1981, 1986, 1988 et 1993, il démissionne en 1995. 
En mars 1983, il tente de ravir la mairie de Lyon au candidat sortant, Francisque Collomb (CAR). Il échoue de peu tout en ayant remporté deux mairies d'arrondissement. La même année, il devient vice-président du conseil régional de Rhône-Alpes et vice-président de la Communauté urbaine de Lyon (COURLY). Entre 1983 et 1989, il est adjoint au maire, chargé des affaires économiques.
Entre 1986 et 1988, Michel Noir est ministre délégué chargé du  Commerce extérieur du gouvernement de Jacques Chirac.
En mai 1987, pour protester contre les éventuelles alliances avec le FN, il publie dans Le Monde une tribune contenant une phrase restée célèbre : « Mieux vaut perdre les élections que perdre son âme ».
En mars 1989, il affronte de nouveau le maire de Lyon, Francisque Collomb, dans une primaire opposant l'UDF et le RPR. La victoire de Michel Noir est totale, il remporte les neuf mairies d'arrondissement. Entre 1989 et 1995, il est maire de Lyon et président de la COURLY.
En 1990, il quitte le RPR et crée le mouvement « Force unie » avec onze autres « rénovateurs », dont Philippe Séguin, Étienne Pinte, François Léotard, Alain Carignon, Michel Barnier et Michèle Barzach. Michel Noir entraîne deux autres députés dans sa démission spectaculaire, avec pour objectif de provoquer des élections partielles. Si Jean-Michel Dubernard et lui sont réélus à Lyon, Michèle Barzach perd l'élection législative partielle.

### Fin de carrière politique
En mars 1993, Michel Noir est mis en examen par le juge Philippe Courroye, dans le cadre de l’affaire Botton, son gendre Pierre Botton ayant été son directeur de campagne.
En 1996, il doit quitter la vie politique après sa condamnation en appel, le 10 janvier 1996, à dix-huit mois de prison avec sursis et cinq ans d'inéligibilité pour recel d’abus de biens sociaux.
En 2003, il est définitivement condamné dans l'affaire dite des « comptes suisses » à dix-huit mois de prison avec sursis et quinze mille euros d'amende pour abus et recel de biens sociaux.

### Rebond
En 1998, il reprend ses études et prépare un doctorat de sciences de l'éducation. En 2000, il crée une entreprise, « Scientific Brain Training » (SBT), située à Villeurbanne, spécialisée dans les produits innovants destinés à entraîner et optimiser la mémoire, en compagnie du docteur Bernard Croisile, neurologue, et de Frank Tarpin-Bernard, informaticien.
En 2002, il soutient une thèse sous la direction de Michel Develay, intitulée Le développement des habiletés cognitives de l'enfant par la pratique du jeu d'échecs.
En 2005, le chiffre d'affaires de SBT atteint 1,8 million d'euros dont 60 % à l'export. Le 2 mai 2006, son entreprise SBT effectue une entrée en bourse sur le marché libre[réf. nécessaire].

## Ouvrages
- Réussir une campagne électorale : suivre l'exemple américain ?, Éditions d'Organisation (1977). Essai sur l'application des techniques de marketing en politique à partir de l'analyse de la campagne électorale de Jimmy Carter.
- 1988, le grand rendez-vous, Lattès (1985). Essai
- La chasse au mammouth, Robert Laffont (1989). Essai
- J'entends une fourmi, La différence (1994). Recueil de poésie haïku.
- Bénédicte, Lattès (1996). Roman.
- L'officine, Calmann-Lévy (1997). Roman policier.
- L'otage, Calmann-Lévy (1998). Roman policier.
- Le réseau Copernic, Actes Sud (2000). Roman policier.
- 90 exercices de concentration, Marabout (2004).
- Guide Marabout de la Mémoire, Marabout (2004).
- Neurones en forme, France-Loisirs (2003).
- Initiation aux échecs, Marabout (2005).
- Dental Floss for the Mind, McGraw Hill (2005) en collaboration avec B. Croisile
- Get your Brain in the Fast Lane, McGraw Hill (2006) en collaboration avec B. Croisile
- Broccoli for the Brain, MacGraw Hill (2008) en collaboration avec B. Croisile